# Ecografia intravascular
Ecografia intravascular é o processo de utilização de técnicas de ecografia para a análise dos vasos sangüíneos, através de um cateter que é colocado no interior do vaso.